# Ордине, Нуччо
Ну́ччо Орди́не (итал. Nuccio Ordine; 18 июля 1958, Диаманте, Козенца, Калабрия, Италия — 10 июня 2023) — итальянский философ.
Считался крупнейшим специалистом по итальянскому Ренессансу, и прежде всего — по биографии и творчеству Джордано Бруно. 
Преподавал итальянскую литературу в Университете Калабрии (Ренде). Был приглашённым профессором университетов Франции, Великобритании, Германии, США. 
Мировую известность и признание крупнейших учёных получила книга Ордине «Граница тени. Литература, философия и живопись у Джордано Бруно» (2003).
Занимал пост генерального секретаря Международного общества изучения Джордано Бруно. Сотрудничал с газетой Corriere della Sera.
Умер от инсульта в возрасте 64 лет.
Лауреат нескольких национальных премий. Его книги переведены на многие языки, включая китайский и японский.

## Труды
- La cabala dell’asino (1987, переизд. 1996)
- Teoria della novella e teoria del riso nel '500 (1996)
- Le rendez-vouz des savoirs (1999)
- La soglia dell’ombra (2003, к 2009 выдержала еще два издания)
- Giordano Bruno, Ronsard e la Religione (2007, переизд. 2009)

### Публикации на русском языке
- Граница тени. Литература, философия и живопись у Джордано Бруно / Пер. с итальянского А. А. Россиуса. — СПб.: Издательство С.-Петербургского университета, «Академия исследования культуры», 2008.